# 臺北港特定區
臺北港特定區位於台北港週邊八里、林口一帶約1138公頃土地，為新北市為配合台北港開港所規劃之都市更新計畫，特定區內預定為物流、運輸、倉儲、會議中心等使用，「台北港特定區」正由內政部區域委員會審理，將台北港提升為國際商港。

## 緣由
依行政院核定之「臺北港整體規劃及未來發展計畫」，第一期計畫係為配合東砂西運之砂石港，第二期計畫則將發展為遠洋貨櫃基地及集散中心之國際商港，遠期則規劃為離岸物流區、親水公園及遊艇港，並成為貨物吞吐集散中心。為因應發展及影響衝擊，提高周邊土地利用價值，增加港埠競爭力、促進地方繁榮，行政院經濟建設委員會於88年第957次會議決定：「同意規劃商港區域及毗鄰土地擬定特定區計畫」本計畫遂進行港區及毗鄰土地之整體規劃。
其後由台北縣政府委託營建署市鄉規劃局辦理新訂「臺北港特定區計畫」申請，其申請程序業於94年8月獲內政部同意，並據以辦理都市計畫規劃。

## 範疇
地理範圍：東以觀音山山麓60M等高線為界，南以觀音山山麓60M及林口都市計畫北側區界為界，港區範圍限為西界與北界。
計畫年期：以民國110年為計畫年期
計畫人口：32,000人（含八里都市計畫現行計畫人口22,700人）

## 特色
國際港灣城市發展趨勢從單一運輸機能，調整為結合遊憩、運輸、娛樂等複合性機能，亦呼應所謂生態都市多元、有機的都市規劃思潮。因此，未來本計畫以複合機能之港灣城市為發展目標，預計引入產業、遊憩及文化機能。
產業機能：本計畫未來產業發展利基包括運輸物流、企業總部、會展產業等；以目前臺北港營運規模而言，可直接帶動周邊相關產業成長，亦為提供就業機會之基礎。
遊憩機能：未來藉由臺北港三期遊艇碼頭規劃，將可發展具特色之海洋觀光，強化計畫區內遊憩設施之不可取代性，於臺北都會區將極具競爭力。
文化機能：文化機能的重視為城市規劃之重要趨勢，亦為融合產業機能與遊憩機能的媒介，計畫區內具文化遺產及現有特色產業文化等，為發展文化機能之基礎。